# Região Norte de Alberta

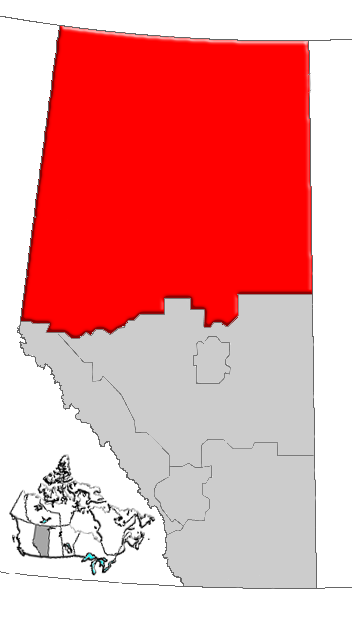
Localização que compreende a Região Norte da província de Alberta.

O Norte de Alberta é uma região localizada na província canadense de Alberta.
Suas principais indústrias são a de petróleo e gás, por causa das grandes reservas de petróleo pesado sendo exploradas nas areias betuminosas do Athabasca e na área de Wabasca, no leste da região. A Região Norte de Alberta é a maior por extensão territorial.